# Vahram Papazyan
Vahram Papazyan (in armeno Վահրամ Փափազեան?; Istanbul, 12 settembre 1892 – Emerson, 6 marzo 1986) è stato un atleta armeno.
Insieme al connazionale armeno Migirdiç Migiryan, furono gli unici due atleti a rappresentare l'Impero ottomano nella prima partecipazione ufficiale del Paese alle Olimpiadi. Papazyan ha partecipato agli 800 metri maschili e ai 1500 metri maschili.

## Biografia
Vahram Papazyan è nato a Istanbul, figlio di Sarkis, proprietario di un'edicola. All'alba di ogni mattina, Papazyan correva dalla sua residenza nel quartiere Bebek di Istanbul al Babiali per prendere le notizie e restituirle al chiosco di suo padre. Dopo aver completato questo compito, Papazyan correva al Robert College dove frequentava la scuola.
Nei Giochi olimpici intermedi svoltisi ad Atene nel 1906, Vahram Papazyan partecipò alla corsa degli 800 metri e dei 1.500 metri finendo all'8° posto nella prima competizione e senza concludere la seconda. All'età di 13 anni e 256 giorni, Papazyan fu l'uomo più giovane a competere alle Olimpiadi di Atene del 1906.
Quando la Turchia fu ammessa al Comitato Olimpico Internazionale (CIO) nel 1911, il presidente del Comitato Olimpico turco Selim Sırrı Tarcan pubblicò annunci sui giornali locali Ikdam e Sabah per reclutare atleti per i Giochi Olimpici del 1912 a Stoccolma. Papazyan ha risposto immediatamente all'annuncio ed ha espresso il desiderio di partecipare ai giochi.
Per coprire le spese del viaggio, Vahram Papazyan ha chiesto assistenza finanziaria alla società sportiva armena Ardavast di cui era membro. Per raccogliere fondi e sensibilizzare Papazyan, il club sportivo Ardavast ha organizzato uno spettacolo teatrale al Teatro Greco nel quartiere di Arnavutköy di Istanbul, dove lo stesso Papazyan ha interpretato un ruolo minore.Grazie al successo dell'evento, i fondi alla fine coprirono l'intera spesa olimpica di Papazyan.
All'arrivo a Stoccolma, Papazyan notò che le strade e gli edifici importanti erano adornati con le bandiere di tutti i paesi partecipanti ai Giochi Olimpici, ma non c'era nessuna bandiera ottomana:
«Ho preso una macchina e sono andato direttamente all'ambasciata turca per esprimere la mia rabbia. Con le valigie ancora in mano, ho chiesto un intervento immediato. Dopo essermi presentato e aver ricevuto i complimenti dell'ambasciatore, ho detto: "Bey Effendi, Stoccolma mi deprime e vorrei tornare nel mio Paese con le valigie al braccio. Tutta Stoccolma è adornata di bandiere straniere, ma non quella Bandiera turca, e questo è un insulto a me e al mio Paese. Rimarrò qui solo se verranno prese misure affinché la bandiera del mio Paese sventoli tra tutte le altre.
L'ambasciatore turco rimase pietrificato per il momento. Come molti altri, non poteva credere che un armeno potesse nutrire un amore e un rispetto così forti per il proprio paese turco. Probabilmente non si rendeva conto del fatto evidente che gli armeni hanno sempre amato il loro paese turco, che sono stati i turchi a non amare i loro fedeli sudditi armeni, e li hanno sempre perseguitati in ogni occasione»
- Papazyan
«E due ore dopo, la bandiera turca sventolava ad ogni angolo, grazie a un giovane armeno, che di lì a qualche anno sarebbe stato genocidio armeno, in lutto per milioni di cadaveri insepolti di armeni, tutti massacrati dai turchi»
- Dottor Hayk Demoyan sulle memorie di Papazyan
Dopo la partecipazione alle Olimpiadi, Vahram Papazyan è tornato nell'Impero Ottomano. Dopo essersi laureato al Robert College nel 1913, fu determinante nella fondazione dell'Associazione atletica generale armena.
Quando seguì il genocidio armeno, Papazyan riuscì a sopravvivere e alla fine si stabilì a Beirut.
Sposò Annette Egavian ed ebbe due figli di nome Robert e Harold e due figlie di nome Yolanda e Diane. Alla fine Vahram Papazyan si trasferì negli Stati Uniti dove divenne un ingegnere elettrico. È stato associato alla Eddy & Co. a Providence, Rhode Island per più di 35 anni prima di andare in pensione. Morì nella casa per anziani di Emerson all'età di 92 anni.

## Olimpiadi
Nelle Olimpiadi estive del 1912, Vahram Papazyan non finì né 800 metri maschili né 1500 metri maschili.
Secondo il Ministero turco della Gioventù e dello Sport, durante i 1500 metri maschili, Vahram Papazyan ha avuto un "ritmo favoloso" ed era in testa alla gara che lo ha posizionato al primo posto. Tuttavia, quando rimanevano circa 20-25 metri nella corsa, Papazyan ebbe improvvisamente le vertigini e crollò.
Tuttavia, secondo il nipote di Vahram Papazyan, le ragioni per cui Vahram Papazyan non ha terminato le gare erano completamente diverse. Secondo suo nipote:
Ricordo le storie di mio nonno, Vahram Papazian, che corse il Decathlon alle Olimpiadi di Stoccolma del 1912. Il nonno ci raccontava come, all'improvviso, due lunghezze davanti al contendente più vicino, gli venne in mente che se avesse vinto, la bandiera turca sarebbe stata issata. Quindi si è fermato.
D'altro canto, secondo quanto riportato dal settimanale armeno Agos, Vahram Papazyan, in una lettera scritta mentre si trovava ancora a Beirut, era deluso dal fatto che le bandiere turche non fossero state utilizzate come parte delle decorazioni olimpiche nella città di Stoccolma. Secondo la lettera, Papazyan si è recato all'ambasciata turca locale ed ha espresso le sue preoccupazioni.